# パヴェウ・ヴショウェク
パヴェウ・マレク・ヴショウェク（Paweł Marek Wszołek [ˈpavɛw ˈfʂɔwɛk]、1992年4月30日 - ）は、ポーランド・ポモージェ県トチェフ出身のプロサッカー選手。ポジションはFW。エクストラクラサ・レギア・ワルシャワ所属。

## 経歴
いくつかのクラブでプレーした後、2009年夏にポロニャ・ワルシャワのユースチームに入団。2010年11月13日のルフ・ホジューフ戦でトップチームデビュー。2011年9月21日のルフ・ラジョンクフ戦でプロ初ゴールをマーク。
2012-13シーズンは前半戦だけで8ゴールをマーク。この活躍から冬のマーケットで複数の国外クラブからオファーが届いた。そしてハノーファー96移籍がほぼ決まりかけたが、メディカルチェックをパスできず移籍は取りやめとなった。
2012-13シーズンが終わりかけた頃、ポロニア・ワルシャワとの契約を終わらせられるようポーランドサッカー協会に働きかけた。そして2013年6月6日、ポーランドサッカー協会の仲介の元、クラブとの契約が解除された。
2013年7月9日、セリエAのUCサンプドリアに加入。4年契約にサインした。しかしレギュラー争いに苦戦し、ベンチ暮らしが長く続いた。翌2014–15シーズンも状況は変わらず、負傷も重なってほとんど出番がないまま終えた。
2015年8月31日、出場機会を求めエラス・ヴェローナFCにレンタルで加入。出場機会は増えたものの、チームは第23節のアタランタ戦まで勝利なしという惨憺たる成績で、シーズン終了後セリエBに降格した。
2016年7月1日、125万ポンドでヴェローナに完全移籍。
2016年8月31日、チャンピオンシップのクイーンズ・パーク・レンジャーズFCに1シーズンのレンタルで加入。2017年1月31日、完全移籍に移行し2019年夏までの契約にサインした。
2021年6月1日、1.FCウニオン・ベルリンと契約した。

## 代表歴
2012年9月、ポーランド代表初招集。10月12日の南アフリカ戦で初キャップ。2016年3月26日のフィンランド戦で初ゴール。
2016年5月12日、UEFA EURO 2016暫定参加メンバーに選ばれたがが、負傷のため最終登録メンバーからは外れた。

## タイトル
レギア・ワルシャワ
- エクストラクラサ: 2019-20, 2020-21
- ポーランド・カップ: 2022-23[24]
- ポーランド・スーパーカップ: 2023[25]